# Promirotermes
Promirotermes es un género de termitas isópteras perteneciente a la familia Termitidae que tiene las siguientes especies:
1. Promirotermes bellicosi
2. Promirotermes dumisae
3. Promirotermes gracilipes
4. Promirotermes holmgreni
5. Promirotermes massaicus
6. Promirotermes orthoceps
7. Promirotermes pygmaeus
8. Promirotermes redundans
9. Promirotermes rotundifrons